# Tosseta de Vallcivera
La Tosseta de Vallcivera és una muntanya de 2.847 metres que es troba entre els municipis de Lles de Cerdanya, a la comarca de la Baixa Cerdanya i Andorra.